# Natalina Ceraso Levati
Natalina Ceraso Levati (Monza, 1944) è una dirigente sportiva italiana.

## Biografia
Professoressa di latino, è un'importante figura nella storia del calcio femminile. Suo padre, Reno Ceraso, dirigente del Centro Nazionale Sportivo Fiamma, fondò la storica società del Fiammamonza nel 1966 e poi allenata per 25 anni da suo marito, l'avvocato Fabrizio Levati. Nel 1978 eredita dal padre le redini della società.
Nel 1980 assume la presidenza del Comitato Regionale Lombardo della F.I.G.C.F., carica che conserva fino al 1986, anno in cui la vecchia Federazione viene inglobata nella Lega Nazionale Dilettanti della F.I.G.C..
Nel 1997 lascia il suo incarico societario per ricoprire il ruolo di presidente della neonata Divisione Calcio Femminile della Lega Nazionale Dilettanti. Giunge al terzo mandato e il suo ruolo sembra intoccabile, in quanto sta portando avanti una efficace politica di promozione del calcio femminile: rispetto al 1997, le squadre che partecipano ai campionati nazionali sono aumentate di oltre il 50%, mentre le tesserate sono aumentate del 120%, passando da un numero di 9.667 a circa 22.000.
(Leonardo Marras - vicepresidente Divisione Calcio Femminile, 2006)
Nell'ottobre del 2006, in seguito agli scandali di Calciopoli, Gianni Rivera propose la candidatura dell'avvocato monzese alla carica di presidente della FIGC provocando un terremoto istituzionale. La sua carica presidenziale in Federazione è cessata nel 2009 con l'elezione di Giancarlo Padovan.